# Астерікс із Галлії (мультфільм)
«Астерікс із Галлії» (фр. Astérix le Gaulois) — бельгійсько-французький повнометражний мультфільм, екранізація однойменного коміксу. Мультфільм точно повторює сюжет книги.
Це єдиний з мультфільмів про Астерікса, де Обелікс виступає виключно другорядним персонажем, а не головним героєм.
У 1999 році був знятий фільм на основі цього мультфільму «Астерікс і Обелікс проти Цезаря»

## Сюжет
50 років до нашої ери. В одному маленькому селі на околиці Римської імперії живуть волелюбні галли, які знають рецепт приготування чарівного зілля, що надає їм неймовірну силу, що дозволяє протистояти римському імператору і його війську. Астерікс із друзями мирно живуть в Галлії, не підозрюючи неладне. Не знають вони, що римський центуріон Каюс Бонус задумав дізнатися секрет таємничої сили, що допомагає їм перемагати ворогів. За допомогою зілля він хоче повалити Юлія Цезаря і самому правити Римом. Шпигуну римлян Калігулі Мінусу обманом вдається проникнути в село галлів. Друїд Панорамікс згодом видає секрет сили галлів. Через деякий час римляни беруть у полон Панорамікса, коли він збирав омелу в лісі. У селі, не побачивши повернення Панорамікса, Астерікс вирушає на його пошуки та зустрічає розпачливого торговця волами, який розповідає йому, що бачив друїда, якого везли сіткою до табору римлян. Незважаючи на те, що він давно не пив чарівного зілля, Астерікс проникає у табір римлян за допомогою торговця і покладається на свою хитрість, щоб звільнити Панорамікса.
Знайшовши друїда, він також потрапляє в полон до римлян. У двох галлів є кілька ідей, щоб розважитися над Бонусом та його людьми. Поки Астерікс імітує жахливі страждання під тортурами, Панорамікс вдає, що погоджується приготувати чарівне зілля для римлян. Після контрольованого збору в лісі друїд починає готувати своє зілля, але повідомляє, що йому не вистачає важливого інгредієнта: полуниці. Хоча зараз уже не сезон її збору, центуріон посилає своїх легіонерів її шукати, але тільки Туллію Октопусу вдається знайти полуницю, купивши дуже дорого у грецького купця. Центуріон поспішає принести полуницю Астеріксу та Панораміксу, які з'їдають її на його очах, перш ніж попросити ще, уточнюючи, що зілля буде менш корисним без полуниці. Панорамікс відновлює приготування і пропонує Каюсу Бонусу скуштувати зілля. Боячись, що це отрута, він відмовляється. Астерікс пропонує скуштувати зілля на його очах, але центуріон відмовляється, побоюючись, що галл скористається ситуацією і втече. Саме тоді з'являється торговець волами і Каюс Бонус заохочує його спробувати зілля та перевірити силу зілля на Астеріксу; останній удає, що знепритомнів від удару, і римлянам нарешті вдається спробувати напій.
Каюс Бонус наказує Панораміксу написати йому рецепт зілля та планує знищити двох галлів, потім він хоче спробувати свою нову силу, але не може підняти стовбур дерева, а потім великий камінь. Саме тоді він бачить, що у нього та його людей волосся та борода ростуть дуже швидко. Потім Панорамікс відкриває йому секрет, що це не чарівне зілля, а дуже потужний лосьйон для волосся. У той час як табір римлян стає великою перукарнею, Каюс Бонус вирішує домовитися зі своїми галльськими в'язнями: в обмін на антиотруту від лосьйону для волосся він погоджується надати їм свободу (оскільки він все ще розглядає можливість їх вбити). Панорамікс погоджується, оскільки ефект від лосьйону для волосся незабаром зникне. Зібравши всі інгредієнти, Астерікс і Панорамікс йдуть до намету, щоб приготувати «протиотруту», яка насправді є овочевим супом, а також маленький горщик зі справжнім чарівним зіллям, щоб вони могли втекти.
Галли намагаються втекти, але проти них виступає численна армія легіонерів. Їх доставляють Цезарю. Астерікс розповідає Цезарю секрет Каюса Бонуса. За цю інформацію Астерікса і Панорамікса відпускають і вони повертаються в своє село, а Каюса Бонуса усувають з посади центуріона.